# Futbolniy Klub Luch-Energiya
Futbolniy Klub Luch-Energiya - em Russo, Футбольный клуб "Луч-Энергия" - foi um clube de futebol da cidade de Vladivostok, no extremo-leste da parte asiática da Rússia.
Foi fundado em 1958. Mandava suas partidas no Dynamo Stadium, em Vladivostok, com capacidade para receber 10.500 torcedores. As cores do uniforme são amarelo e azul.

## História
O Luch-Energiya foi fundado em 1958 como "FC Vladivostok", já que o nome "Energiya" foi incorporado após uma parceria firmada com a Dalenergo, empresa fornecedora de energia elétrica, desde 2003.
No começo, disputava torneios do extremo-leste da antiga URSS na Divisão B. Disputou a competição até 1965, quando a venceu e, consequentemente, conseguiu a promoção para a Divisão A. Porém não passava desse nível, pois as ligas regionais do leste do maior país do mundo não eram reconhecidas até então pela Federação Soviética de Futebol. Tal fato só veio acontecer em 1972 e o campeonato passou a valer pelo grupo leste da Segunda Liga Soviética, que, apesar do nome, era equivalente à 3ª Divisão Nacional da época.
Em 1992, um ano após a dissolução da União Soviética, os clubes foram reagrupados nas diversas divisões do futebol local e o Luch foi designado para disputar a Primeira Liga, correspondente ao 2º nível do nascente futebol russo. Logo na primeira temporada, o "Raio", como é conhecido, venceu a competição e pela primeira vez em sua história disputaria a Premier League russa ao longo de seus 35 anos de existência. Mas a alegria durou pouco: na sua temporada de estreia na elite do futebol russo, foi rebaixado à 2ª Divisão. Após 3 anos claudicantes na Primeira Liga, foi rebaixado novamente à terceira divisão, o que levava a crer numa interrupção do sonho do desenvolvimento de seu futebol ir.
A ressurreição do Luch veio após a já citada parceria com a Dalenergo em 2003, quando ainda perambulava pelo grupo leste da Segunda Liga. Nesta mesma temporada, com o aporte financeiro da companhia, conquistou o título do torneio e retornou à Segunda Divisão.
Na temporada 2005, o clube, agora rebatizado Luch-Energiya, finalmente consegue o retorno à principal divisão do futebol russo. Em 2008, após 3 anos (chegando a brigar por vaga em competições europeias neste período), a Dalenergo anunciou que estava passando por dificuldades financeiras, o que atingiu diretamente o rendimento da agremiação, que precisou rapidamente negociar seus principais nomes, culminando com o rebaixamento na última colocação.
Em 1 de abril de 2020, o governo de Primorsky Krai anunciou que todos os contratos profissionais com clubes esportivos de sua região foram cancelados para fornecer fundos para combater a propagação da pandemia de COVID-19, com Luch Vladivostok caindo para a Liga Russa de Futebol Amador assim que o futebol retornar.

## Estádio
O estádio onde o Luch-Energiya mandava as suas partidas é o Dynamo Stadium, com capacidade para abrigar 10.500 torcedores. Uma curiosidade é que a praça esportiva encontra-se a impressionantes 6.430 km de Moscou (7 horas de voo, ou também 15 horas de trem pela ferrovia Trans-Siberiana). A dificuldade para chegar ao Dynamo Stadium fez com que o goleiro do CSKA, Igor Akinfeev, declarou que seria melhor o Luch disputar a Liga Japonesa devido à proximidade com a "Terra do Sol Nascente" (1050 km). Na ocasião, o CSKA foi goleado por 4 a 0, após enfrentar 14 horas de voo (7h de ida e volta).

## Títulos
- Liga Nacional: 2005

## Links
- Site do Luch-Energiya
- Página de Fãs (English)

1. ↑  ЗАКЛЮЧЕНИЕ КОНТРАКТОВ С ИГРОКАМИ В ПРОФЕССИОНАЛЬНЫХ СПОРТКЛУБАХ ПРИМОРЬЯ В СЕЗОНЕ 2020-2021 ПРИОСТАНАВЛИВАЕТСЯ